# Christinengasse
Die Christinengasse befindet sich im 1. Wiener Gemeindebezirk Innere Stadt. Sie wurde 1865 angelegt und 1867 nach Erzherzogin Maria Christina von Österreich benannt.

## Geschichte
Die Gegend der heutigen Christinengasse gehörte im Mittelalter zur Vorstadt vor dem Stubentor. Ab dem 16. Jahrhundert war es Teil des Glacis vor der Wiener Stadtmauer. Nach dessen Demolierung wurde anstelle der Stadtmauern die Wiener Ringstraße angelegt, wobei 1865 auch die Christinengasse, eine Seitengasse der Ringstraße, entstand. Sie wurde nach einer Tochter Maria Theresias, der Erzherzogin Maria Christina, benannt, die mit Albert von Sachsen-Teschen, dem Begründer der Albertina, verheiratet war. Ihr außergewöhnliches, von dem klassizistischen Bildhauer Antonio Canova geschaffenes Grabmal befindet sich in der Augustinerkirche. Die ursprünglich bis zur Lothringerstraße reichende Christinengasse endet seit 1904 beim Beethovenplatz.

## Lage und Charakteristik

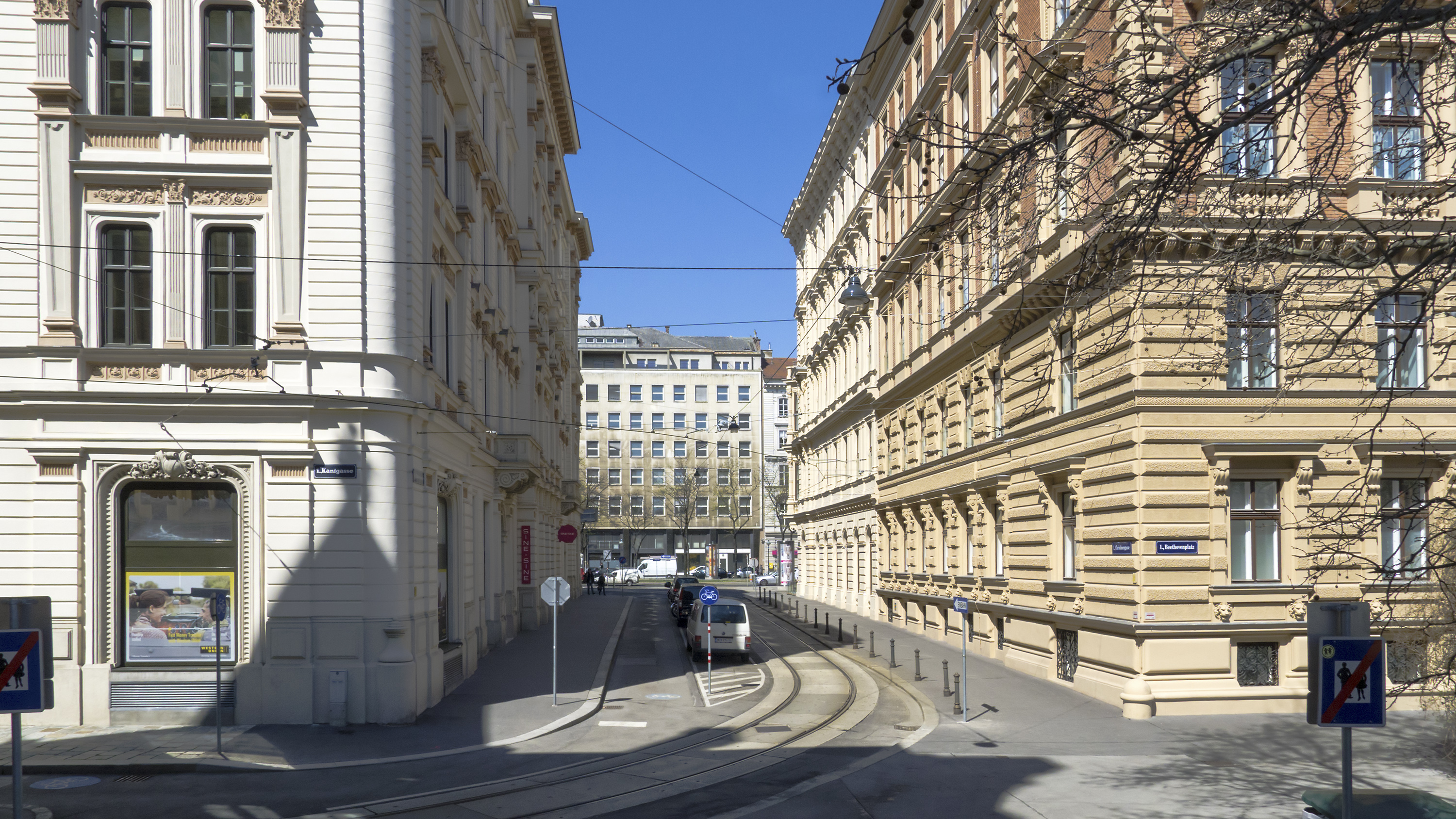
Christinengasse vom Beethovenplatz in Richtung Schubertring

Die Christinengasse verläuft vom Schubertring in südöstlicher Richtung bis zum Beethovenplatz. Sie wird als Einbahnstraße geführt. Heute verkehren keine öffentlichen Verkehrsmittel mehr in der Straße, es verlaufen aber weiterhin Straßenbahngeleise über die Christinengasse, die zu einer Umkehrschleife gehören. Die Straßenbahnlinie 71 hatte hier am Schubertring / Ecke Schwarzenbergplatz die Endhaltestelle. Durch die Christinengasse führt auch ein Radweg. Da hier keine Geschäfte oder Lokale anzutreffen sind, handelt es sich um eine ruhige Seitengasse, die weder vom Autoverkehr noch von Fußgängern sonderlich stark frequentiert wird.
Die Verbauung der Gasse ist einheitlich und besteht aus repräsentativen Wohn- und Geschäftsbauten im typischen historistischen Ringstraßenstil. Sie stehen alle unter Denkmalschutz.

## Bauwerke

### Nr. 1: Palais Ölzelt
Das bemerkenswerte Gebäude wurde 1865–1866 nach einem Entwurf von Anton Hefft durch Baumeister Anton Ölzelt im Stil der Neorenaissance errichtet. Der Eckrisalit trägt einen säulenbesetzten Erker. Das Gebäude liegt an der Hauptadresse Schubertring 7.

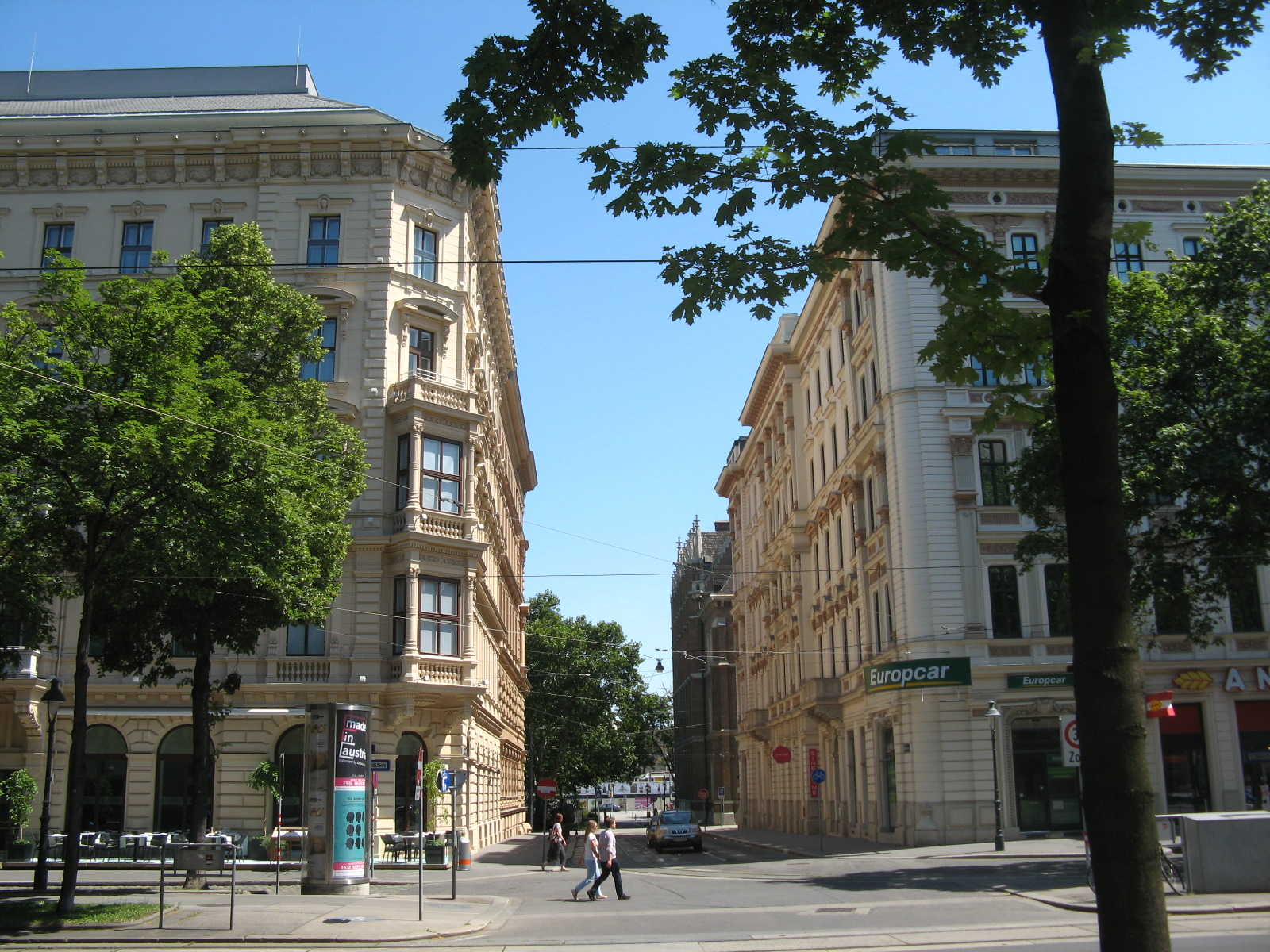
Christinengasse von der Ringstraße aus gesehen

### Nr. 2, 4: Christinenhof
Der Christinenhof bildet als Wohnhof einen eigenen Häuserblock zwischen Schubertring, Pestalozzigasse, Kantgasse und Christinengasse. Er wurde 1863–1865 von Ludwig Zettl im frühhistoristischen Stil erbaut. Die bedeutende Gebäudegruppe weist einen reichen figuralen Fassadenschmuck auf. Das Gebäude liegt an der Hauptadresse Schubertring 9–11.

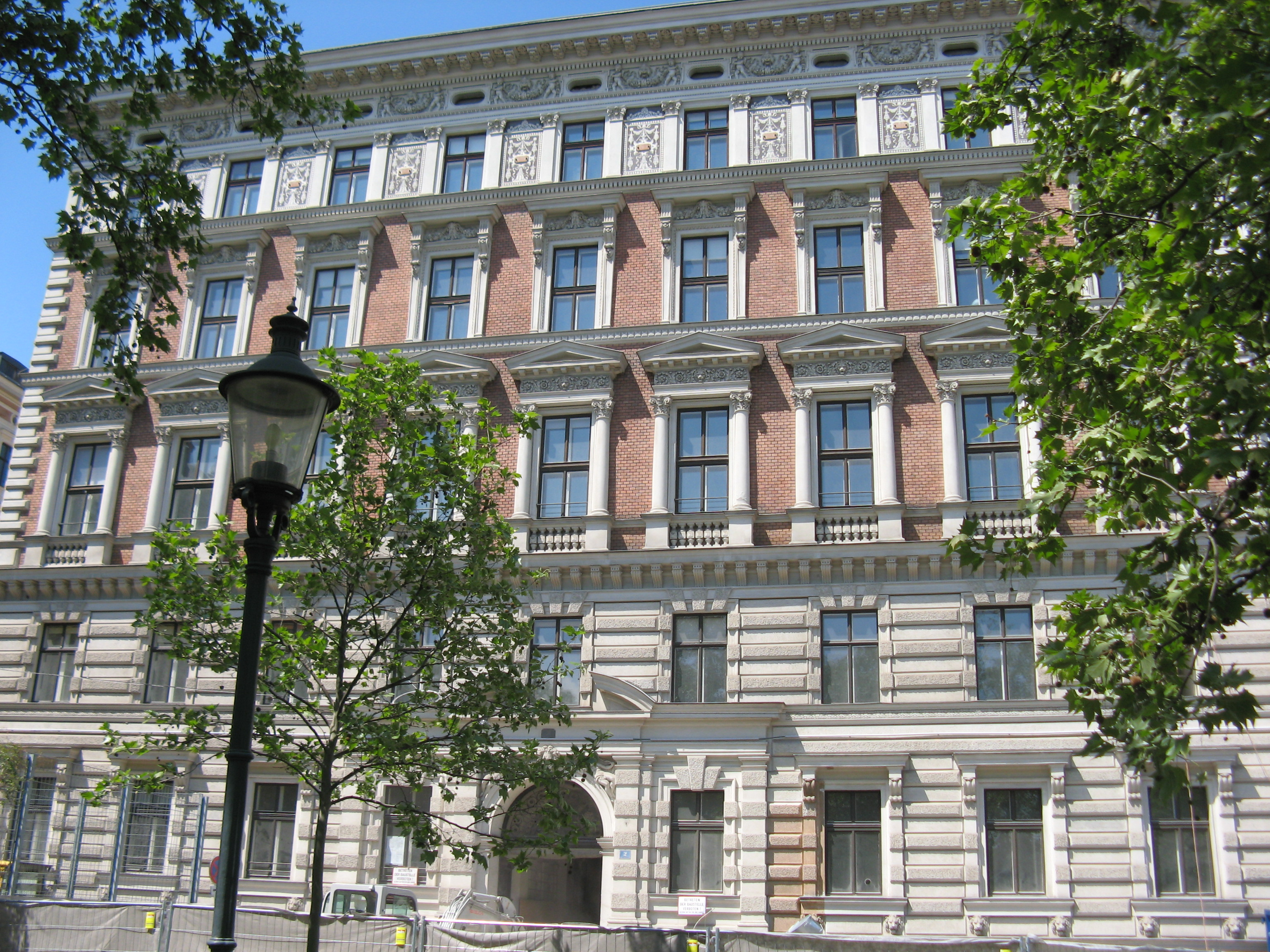
Christinengasse 3, Fassade am Beethovenplatz

### Nr. 3: Wohnhaus
Der bemerkenswerte Bau wurde 1868–1869 von Friedrich Schachner in Formen der Wiener Neorenaissance errichtet. Die in den Obergeschossen in Sichtziegelbauweise gestaltete Fassade zeigt in der Attikazone schöne Grisaillemalereien. Das Gebäude liegt an der Hauptadresse Beethovenplatz 2.